# Giovanni Pietro de Pomis
Giovanni Pietro de Pomis (Lodi Brusino Arsizio, 1565 (?) o 1569/70 – Graz, 6 marzo 1633) è stato un pittore, medaglista e architetto italiano. Coniò nello stile del tardo manierismo.

## Biografia
Mancano informazioni sicure sul suo luogo di nascita e sui suoi primi anni di vita. De Pomis si definì pictor laudensis (Pittore di Lodi), d'altro canto esiste un Pietro de Poma di provata origine in Brusino Arsizio (Canton Ticino) tra il 1588 e il 1593 alla corte dell'Arciduca Ferdinando II.
De Pomis pare sia stato un allievo del veneziano Jacopo Tintoretto. Prima della sua attività a Graz, de Pomis fu, dal 1588 al 1595, pittore di camera dell'Arciduca Ferdinando II in Tirolo. Il 25 ottobre 1595 sposò Giuditta Anna Dermoyen, figlia di un mastro tappezziere olandese. Nello stesso anno venne al mondo suo figlio Giovanni Battista e nel 1596 sua figlia Elisabetta. Dalla moglie egli ebbe in totale tredici tra figli e figlie, dei quali uno morì precocemente. I due figli, Giovanni Battista e Giovanni Nicola, perirono nella guerra contro i turchi.
Nel 1595 l'artista fu chiamato dall'arciduca Ferdinando II (più tardi Imperatore del Sacro Romano Impero) nella capitale della Stiria, a Graz.
Seguirono viaggi con il suo mecenate a Roma e a Loreto e con l'arciduchessa Maria in Spagna.
De Pomis fece conoscenza, in quel periodo, con il suo futuro datore di lavoro Giovanni Ulrico di Eggenberg. Nel 1600 ricevette un proprio stemma; nel 1601 fu ingegnere militare al seguito di Ferdinando a Canissa. Oltre alla sua attività come pittore, medagliere e architetto, egli fu anche architetto di fortificazioni a Gorizia, Trieste, Gradisca e Fiume.
Nel 1619 egli fondò a Graz la Confraternita dei pittori della quale fu scelto come primo presidente. Ferdinando II, il 10 febbraio 1623 a Ratisbona confermò il titolo nobiliare, una miglioria nello stemma e il conferimento al de Pomis del predicato di Truiberg. Gli ultimi anni di vita dell'artista di corte furono caratterizzati da una sottrazione di ricavi dalle costruzioni (1630) e da divergenze con la camera di corte.
Giovanni Pietro de Pomis morì, dopo lunga malattia, il 6 marzo 1633, all'età di 63 anni e la sua salma fu inumata nel  Santuario di Maria Ausiliatrice a Graz. Gli sopravvissero la vedova e quattro figli..

## Opere (selezione)

### Architettura
- Santuario di Maria Ausiliatrice a Graz
- Chiesa di Santa Caterina e Mausoleo a Graz
- Castello Eggenberg a Graz
- Sacrestia del Duomo di Graz
- Mausoleo di Ehrenhausen per Ruprecht von Eggenberg
- Santuario di sant'Antonio di Padova a Radmer
- Bastione del Castello di San Giusto a Trieste

### Pittura
- Iniziale dipinto della facciata del Palazzo ducale a Graz
- Pala d'altare del Duomo di Graz
- Pala d'altare della chiesa di sant'Antonio a Graz